# (3651) Friedman
(3651) Friedman es un asteroide perteneciente al cinturón de asteroides, descubierto el 7 de noviembre de 1978 por Eleanor F. Helin y el también astrónomo Schelte John Bus desde el Observatorio del Monte Palomar, Estados Unidos.

## Designación y nombre
Designado provisionalmente como 1978 VB5. Fue nombrado Friedman en honor a los miembros del equipo del observsatorio Louis y Connie Friedman por el 25 aniversario de boda.